# Grand Prix de Denain 2009
La 51e édition du Grand Prix de Denain a eu lieu le jeudi 16 avril 2009. Il s'agit de la sixième épreuve de la Coupe de France de cyclisme sur route 2009. Elle a été remportée par le Français Jimmy Casper.

## Classement final
Jimmy Casper remporte la course en parcourant les 202,7 kilomètres en 4 h 40 min 18 s à la vitesse moyenne de 43,389 km/h,.
| Classement final, | Classement final,   | Classement final, | Classement final,         | Classement final,  |
|                   | Coureur             | Pays              | Équipe                    | Temps              |
| ----------------- | ------------------- | ----------------- | ------------------------- | ------------------ |
| 1er               | Jimmy Casper        | France            | Besson Chaussures-Sojasun | en 4 h 40 min 18 s |
| 2e                | Matthew Goss        | Australie         | Saxo Bank                 | m.t                |
| 3e                | Denis Flahaut       | France            | Landbouwkrediet-Colnago   | m.t                |
| 4e                | Roberto Ferrari     | Italie            | LPR Brakes-Farnese Vini   | m.t                |
| 5e                | Stéphane Bonsergent | France            | Bretagne-Schuller         | m.t                |
| 6e                | Kenny Dehaes        | Belgique          | Katusha                   | m.t                |
| 7e                | Fabien Bacquet      | France            | Auber 93                  | m.t                |
| 8e                | Mark Renshaw        | Australie         | Columbia-High Road        | m.t                |
| 9e                | Yoann Offredo       | France            | Française des jeux        | m.t                |
| 10e               | Yukiya Arashiro     | Japon             | Bbox Bouygues Telecom     | m.t                |
| modifier          |                     |                   |                           |                    |